# Альтерсундет
Альтерсундет  (швед. Altersundet) — річка на півночі Швеції, у лені Норрботтен. Впадає у Ботнічну затоку Балтійського моря. Довжина річки становить 8 км, площа басейну  — 402,9 км².   Середня річна витрата води — 3,75 м³/с. 
Більшу частину басейну річки — 81,18 % — займають ліси. Болота займають 3,07 % площі басейну, водна поверхня озер і річок — 5,87 %. Території сільськогосподарського призначення займають 9,01 % площі басейну. 